# A Mentira de São João Crisóstomo
A Mentira de São João Crisóstomo (em alemão:  Die Lügend von S. Johanne Chrysostomo), publicada pela primeira vez por Martinho Lutero em 1537, é uma edição da "Vida de São João Crisóstomo" como um eremita, uma obra do final da Idade Média. Ela ficou famosa pelos comentários céticos e geralmente sarcásticos de Lutero nas margens. Sua publicação influenciou o declínio da popularidade das hagiografias a partir de então.
O título em alemão da edição de Lutero contém um trocadilho entre o termo "legend" ("hagiografia"), do alemão moderno, e o termo "lügend", que significa "mentindo". Este tipo de piada é característico da sátira e da polêmica do período da Reforma Protestante.

## História
Lutero dedicou, de forma irônica, esta edição ao clero da Igreja Católica presente no Concílio de Mântua (1459), incluindo o papa. Ele publicou sua edição com um comentário crítico — e até mesmo sarcástico — com o objetivo de expor a implausibilidade dos eventos contados na lenda do santo. O prefácio de Lutero acusa "a Igreja romana não apenas de ter propagado essas mentiras mas de ter recompensado com indulgências os fieis que as leram".
A edição de Lutero foi publicada em Wittenberg, Augsburgo e Estrasburgo em 1537 com o título "Die Lügend von S. Johanne Chrysostomo, an die Heiligen Veter jnn dem vermeinten Concilio zu Mantua, durch D. Marti. Luther gesand".. O texto que ele utilizou como base foi uma das muitas edições da coleção de hagiografias em alemão conhecida como "Der Heiligen Leben", presumivelmente uma versão similar à impressa em 1513 em Augsburgo por Johann Otmar.